# María Margarita Vargas Santaella
Pour les articles homonymes, voir Marie de Bourbon et Marguerite de Bourbon.
Titre
Épouse du prétendant légitimiste
 aux trônes de France et de Navarre
Depuis le 6 novembre 2004
(20 ans, 7 mois et 27 jours)
María Margarita Vargas Santaella, également appelée Marie-Marguerite de Bourbon, née le 21 octobre 1983 à Caracas (Venezuela), est une cavalière vénézuélienne devenue française en 2012. Depuis son mariage avec Louis-Alphonse de Bourbon le 6 novembre 2004, prétendant légitimiste au trône de France, elle porte le titre de courtoisie de duchesse d'Anjou.

## Origines familiales

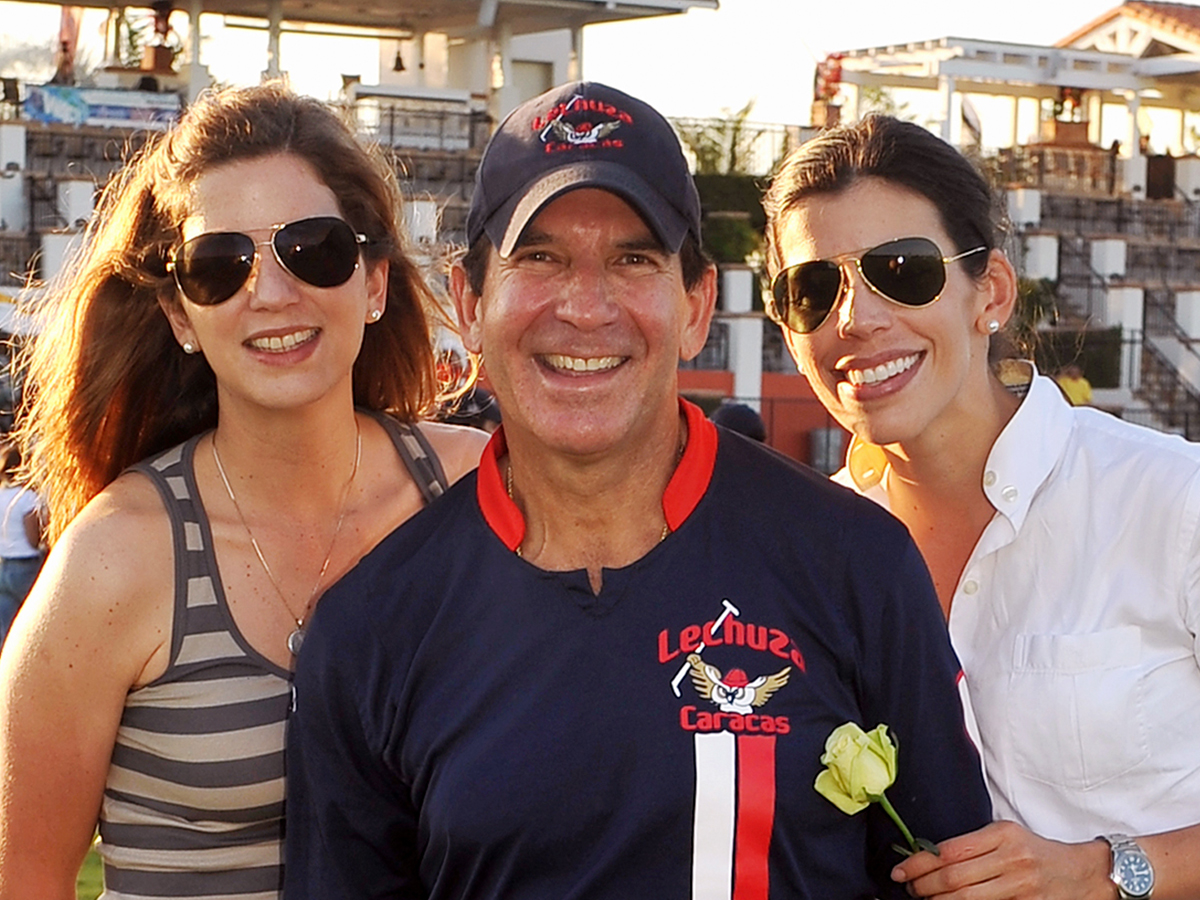
Marie-Marguerite avec son père et sa sœur Maria Victoria.

Marie-Marguerite de Bourbon est la fille cadette de l’avocat et banquier vénézuélien Víctor Vargas, président et propriétaire du Banco Occidental de Descuento (BOD) mais surtout troisième fortune du Venezuela, et de son épouse Carmen Leonor Santaella Tellería, séparés actuellement. Comme la plupart des Vénézuéliens, la famille Vargas descendrait du conquistador espagnol Alonso de Ojeda.
Son arrière-grand-père Simón Vargas Falcón, homme d'affaires né en 1891, fut maire de la ville de Libertad[Laquelle ?].

## Biographie

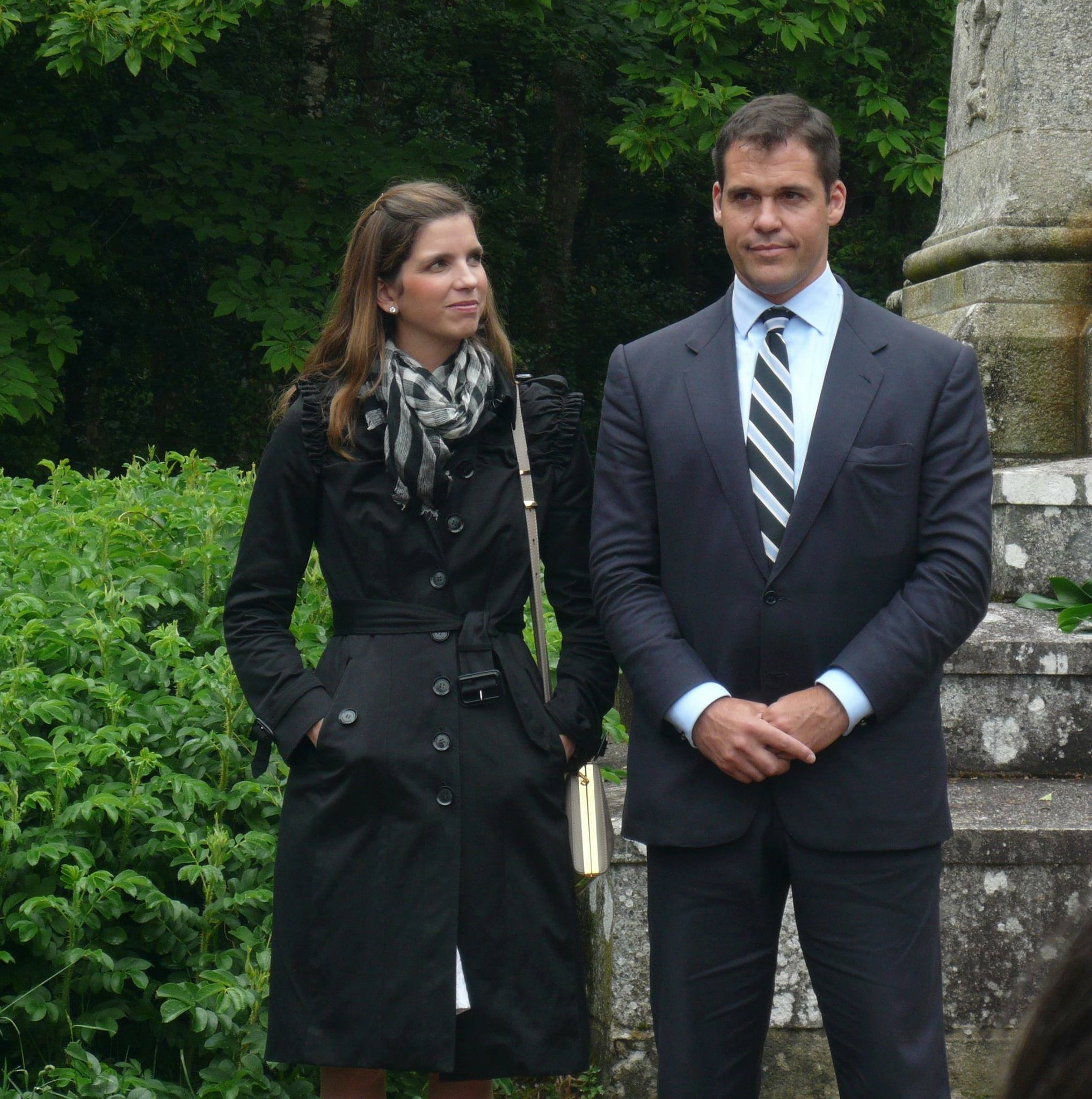
Louis de Bourbon et son épouse la princesse Marie-Marguerite en 2015.

Marie-Marguerite vit sa jeunesse entre Caracas, Miami et les propriétés de ses parents dans d'autres pays.
Élevée dans le catholicisme, la jeune fille fait ses études secondaires chez les Ursulines avant d’entamer une licence de pédagogie à l'université métropolitaine de Caracas en 2002.
María Margarita est cavalière de concours de saut d'obstacles. Elle évolue au niveau pro-am (CSI 2*) et court sous les couleurs de son pays natal. Elle est également très active au sein du monde associatif et travaille notamment auprès de la Croix-Rouge ainsi que de l'ordre souverain de Malte.
Lors du mariage de sa sœur aînée María Victoria avec Francisco Javier d’Agostino Casado, elle fait la connaissance d’un très bon ami de son nouveau beau-frère, Louis-Alphonse de Bourbon. À partir de cette rencontre, les jeunes gens entament une relation étroite, qui aboutit à leur union
Le 6 novembre 2004, elle épouse religieusement, à La Romana, en République dominicaine, Louis-Alphonse de Bourbon, duc d'Anjou et prétendant au trône de France (« Louis XX » pour les légitimistes). Ce dernier est le fils d'Alphonse de Bourbon (1936-1989), duc d’Anjou et duc de Cadix, lui-même prétendant légitimiste au trône de France en tant qu’Alphonse II ; et de son épouse Carmen Martínez-Bordiú y Franco.
Depuis cet évènement, couvert par les médias hispaniques et la presse du cœur française, elle, son époux et leurs enfants font de temps à autre l'objet d’articles relatifs à leur vie familiale. Parmi les journaux et magazines espagnols spécialisés dans le gotha mondain, ¡Hola! est ainsi celui qui consacre le plus d’articles au couple.
En 2010, elle déclare : « En France, il n'y a pas de monarchie. Mon mari, nous, représentons une institution. De là à être reine, il y a un pas. […] Si un jour il y avait un trône en France, je remplirais volontiers mes obligations, mais je ne crois pas qu'il se passe quelque chose de semblable. » Elle est présente régulièrement, au côté de son mari, aux cérémonies commémoratives à la basilique Saint-Denis, à Saint-Louis-des-Invalides ou en la cathédrale de Versailles.
En 2012, Marie-Marguerite de Bourbon acquiert la nationalité française.
Elle est devenue la marraine,, du 19e régiment du génie (19e RG), basé à Besançon.

## Descendance

Armes de Marie-Marguerite de Bourbon (variation des armes des Vargas espagnols créée par Hervé Pinoteau)

De son union avec Louis-Alphonse de Bourbon sont nés :
1. Eugénie de Jésus de Bourbon (née le 5 mars 2007 à Miami, États-Unis), actuelle Madame Royale, baptisée le samedi 2 juin suivant par le nonce apostolique en France, Fortunato Baldelli (depuis cardinal), à la nonciature apostolique de Paris ;
2. Louis de Jésus de Bourbon (né le 28 mai 2010 à New York, États-Unis), titré dès sa naissance Dauphin de France, duc de Bourgogne[17] par son père ;
3. Alphonse de Jésus de Bourbon (né le 28 mai 2010 à New York, États-Unis), son frère jumeau, titré duc de Berry[17] par son père. Les jumeaux sont baptisés le 5 septembre suivant au Vatican, en la basilique Saint-Pierre par le cardinal Angelo Comastri, vicaire général du pape Benoît XVI ;
4. Henri de Jésus de Bourbon (né le 1er février 2019 à New York, États-Unis), titré duc de Touraine[18].

## Titulature et décorations

### Titulature
Les titres portés par les membres de la maison de Bourbon n'ont pas d'existence juridique en république française, et sont considérés comme des titres de courtoisie attribués par le chef de maison.
- Depuis le 6 novembre 2004 : Son Altesse Royale la duchesse d'Anjou.

### Décorations
- Dame grand-croix d'honneur et de dévotion de l'ordre souverain militaire et hospitalier de Saint-Jean de Jérusalem, de Rhodes et de Malte (25 juin 2016).

## Héraldique
En 2016, elle fait créer par Hervé Pinoteau ses armoiries personnelles, composées :
- à dextre des pleines armes de France, armes de son époux,
- à senestre d'une variation des armes des Vargas (es) espagnols,
- surmontées de la couronne fleurdelisée des rois de France, à laquelle elle a droit de par son union.

| Blason de Marie-Marguerite de Bourbon, Reine de France (prétention légitimiste) | Blason  | Deux écus accolés. Le premier, d'azur à trois fleurs de lys d'or (de France). Le deuxième du même à trois fasces du premier chargées de six marguerites au naturel, 3, 2 et 1. Ornements extérieurs - La Couronne Royale de France en timbre. |
| Blason de Marie-Marguerite de Bourbon, Reine de France (prétention légitimiste) | Détails | En tant qu'épouse et mère des enfants de Louis de Bourbon, Marie-Marguerite de Bourbon porte les pleines armes de France à dextre, une variation des armes de sa famille paternelle à senestre, et la couronne royale de France en timbre. Armoiries conçues par M. Hervé PINOTEAU en 2016 ; confirmées par jugement du Tribunal de grande instance de Paris en date du 21 décembre 1988, en tant que marques de reconnaissance accessoires du nom de famille. |